# Salix stenoclados
Salix stenoclados är en videväxtart som beskrevs av Döll. Salix stenoclados ingår i släktet viden, och familjen videväxter. Inga underarter finns listade i Catalogue of Life.